# Manel Navarro
Pour les articles homonymes, voir Navarro.
Manel Navarro, né le 7 mars 1996 à Sabadell, est un chanteur espagnol. Il représente l'Espagne au Concours Eurovision de la chanson 2017 avec Do It for Your Lover et termine à la 26e et dernière place après avoir fait une fausse note pendant son interprétation.